# Động đất Ridgecrest 2019
Bắt đầu từ ngày 4 tháng 7, một loạt các trận động đất đã xảy ra gần Thung lũng Searles và vườn quốc gia Thung lũng Chết ở bang California của Hoa Kỳ.  Vào ngày trước, một cuộc báo trước 6,4 Mw đã xảy ra lúc 10:33 sáng PDT (17:33 UTC) tại một khu vực hẻo lánh của Hạt San Bernardino.  Trận động đất này xảy ra trước một số trận động đất nhỏ hơn và theo sau là hơn 1.400 cơn dư chấn được phát hiện.  Ngày hôm sau, một mainshock 7.1 Mw đã xảy ra gần cùng địa điểm, lúc 8:19 tối.  PDT (3:19 UTC).
Thiệt hại tương đối nhỏ do hậu quả ban đầu, mặc dù một số vụ cháy tòa nhà đã được báo cáo ở Ridgecrest, California, gần tâm chấn.  Các hiệu ứng đã được cảm nhận trên hầu hết miền nam California, một phần của Arizona và Nevada, ở phía bắc như Vùng Vịnh và ở phía nam như Baja California, Mexico.  Ước tính có khoảng 20 triệu người đã trải qua cuộc báo trước và 30 triệu người đã trải qua trận động đất.